# Indicator Island
Indicator Island (von englisch indicator ‚Anzeiger, Kennzeichen, Indikator‘) ist eine 160 m lange Insel vor der Graham-Küste des Grahamlands auf der Antarktischen Halbinsel. In der Gruppe der Argentinischen Inseln des Wilhelm-Archipels liegt sie 160 m nordwestlich der Galíndez-Insel.
Teilnehmer der British Graham Land Expedition (1934–1937) unter der Leitung des australischen Polarforschers John Rymill entdeckten und benannten die Insel im Jahr 1935. Namensgebend war ein hier errichteter Fahnenmast mit einem Windsack, der dem bei dieser Forschungsreise mitgeführten Flugzeug die jeweils vorherrschende Windrichtung anzeigte.